# Пергаменщик, Леонид Абрамович
Леонид Абрамович Перга́менщик (род. 15 сентября 1946, Чита) — советский и белорусский психолог; доктор психологических наук, профессор. Автор монографий и учебных пособий.

## Биография
Родился 15 сентября 1946 года в городе Чита, РСФСР.
- 1973 г. — с отличием окончил философское отделение исторического факультета БГУ.
- 1973–1986 гг. — старший инженер-социолог Минского моторного завода.
- С 1986 г. работал в Белорусском филиале Всесоюзного НИИ профессионально-технического образования.
- С 1991 г. участвовал в разработке и реализации государственной программы «Социально-психологическая реабилитация и социально-правовая защита детей и подростков, пострадавших от последствий катастрофы на ЧАЭС».
- С 1993 г. — директор Центра психолого-педагогических проблем Чернобыля при Национальном институте образования. Организовывал и проводил научные исследования по проблемам психологических последствий катастрофы на ЧАЭС.
- С 1996 г. — доцент кафедры прикладной психологии БГПУ.
- С 2000 г. — профессор кафедры прикладной психологии БГПУ.
- С 2001 по 2004 г. — заведующий кафедрой психологии управления Академии управления при Президенте Республики Беларусь.
- С 2009 г. — декан факультета психологии БГПУ. В 2013 году — заведующий кафедрой прикладной психологии БГПУ.
- С 2014 г. — профессор кафедры социальной и семейной психологии БГПУ. Читает курсы лекций по кризисной психологии. Занимается подготовкой научных кадров высшей квалификации: осуществляет научное руководство магистрантами, аспирантами, является научным консультантом докторантов. Подготовил 7 кандидатов наук.

## Научная деятельность
В 1985 году защитил кандидатскую диссертацию по социальной психологии в Ленинградском государственном университете имени А. А. Жданова («Восприятие руководителем социально-психологической структуры первичного инженерного коллектива»), в 2000 году — докторскую диссертацию по социальной психологии в БГПУ («Социально-психологическая адаптация человека к кризисным событиям жизненного пути»).
Является основателем направления «Кризисная психология» в Республике Беларусь и автором первого учебника по кризисной психологии в СНГ. По его инициативе создано сообщество кризисных психологов в Республике Беларусь и сайт «Белорусский Центр кризисной психологии».
Председатель Совета по защите диссертаций К 02.21.01 при БГПУ, член Межведомственного экспертного совета по научному обеспечению государственной программы по преодолению последствий Чернобыльской катастрофы, член научно-методической секции УМО Вузов РБ по гуманитарному образованию «Психология».
Член редколлегии журналов «Весцi БДПУ», «Социальная психология и общество» (Москва), «Вестник МГИРО», «Вестник Мозырьского педагогического университета»; главный редактор ежемесячного издания «Диалог. Психологический и социально-педагогический журнал»; директор виртуального Центра кризисной психологии.
Автор более 200 опубликованных работ, в том числе 20 учебно-методических пособий и монографий.

### Избранные труды
- Пергаменщик Л. А. Кризисная психология : учеб. пособие. — Минск : Вышэйшая школа, 2004. — 239 с.
- Пергаменщик Л. А. Посттравматический стресс: понять и преодолеть : учеб.-метод. пособие. — Минск : БГПУ, 2008. — 139 с.
- Пергаменщик Л. А. Список Робинзона : психолог. практикум. — Минск : Ильин В. П., 1996. — 124 с.
- Пергаменщик Л. А., Пузыревич Н. Л. Кризисное вмешательство. — Минск, 2011.
- Пергаменщик Л. А., Пузыревич Н. Л. Психологическая помощь в кризисных ситуациях. Практикум: учеб.-метод. пособие. — Минск: Изд-во Гревцова, 2012. — 340 с.
- Пергаменщик Л. А., Пузыревич Н. Л. Учебно-методический комплекс по учебной дисциплине «Кризисная психология». — Минск: БГПУ, 2013.
- Пергаменщик Л. А., Пузыревич Н. Л. «Шкала экзистенции» А. Лэнгле, К. Орглер для подростков: процесс и результаты адаптации. — М., 2011.